# Papoose Peak Jumps
Papoose Peak Jumps – nieistniejący kompleks skoczni narciarskich w amerykańskiej miejscowości Squaw Valley w Kalifornii. W jego skład wchodziły obiekty o punktach konstrukcyjnych K80, K60 i K40.
Kompleks gościł konkursy kombinacji norweskiej i skoków narciarskich podczas Zimowych Igrzysk Olimpijskich 1960. Poza igrzyskami był wykorzystywany sporadycznie i nawet zawody krajowe odbywały się na nim rzadko (mistrzostwa Stanów Zjednoczonych w skokach narciarskich zorganizowano tu raz), w związku z czym ostatecznie popadł w ruinę. Współcześnie przez teren, na którym funkcjonowały skocznie, przebiega wyciąg krzesełkowy.

## Charakterystyka
Kompleks Papoose Peak Jumps, złożony z trzech naturalnych skoczni, był położony na zboczu góry Little Papoose Peak, leżącej w pasmie górskim Sierra Nevada, w amerykańskim stanie Kalifornia. Wszystkie trzy skocznie korzystały ze wspólnego zeskoku (była to jedyna tego typu konstrukcja wykorzystana podczas igrzysk olimpijskich), który nie był wyposażony w igelit.
Położenie kompleksu sprawiało, iż w czasie zawodów słońce świeciło w plecy skaczących zawodników, a wysokie drzewa porastające zbocze po obu stronach skoczni zapewniały dobrą ochronę przed wiatrem. Zarówno na szczyt skoczni, jak i do wieży sędziowskiej, można było się dostać na dwa sposoby – przy użyciu schodów po prawej stronie zeskoku bądź też za sprawą wyciągu krzesełkowego kursującego na szczyt góry (przy korzystaniu z wyciągu należało wysiąść na jego pierwszej stacji po stacji początkowej i zejść nieco w dół zbocza).
Wysokość od najwyższego punktu najazdu do najniższego punktu odjazdu wynosiła w przypadku największej skoczni (K80) 139,79 m, a dla skoczni K60 – 110,71 m. Z kolei długość skoczni (od najwyższego punktu najazdu do końca odjazdu) mierzyła 367,55 m (K80) i 320,09 m (K60), a długość najazdu skoczni K80 około 113 m. Najazd obiektu K80 nachylony był pod kątem 39° (w najbardziej stromym punkcie) do 33°, przy nachyleniu progu 8°, a w przypadku skoczni K60 najazd nachylony był pod kątem 33° (a najbardziej stromym punkcie) do 30°, przy identycznym jak na większym obiekcie nachyleniu progu (8°). Zeskok za punktami konstrukcyjnymi obu skoczni nachylony był pod kątem 39°. Na skoczni K80 zawodnicy osiągali prędkość około 55 mil na godzinę.
Największa skocznia w kompleksie Papoose Peak Jumps była jednocześnie największą, jaka kiedykolwiek funkcjonowała w Kalifornii. Z kolei najmniejsza skocznia (K40) miała charakter treningowy.

## Historia

### Przygotowania do igrzysk
Kompleks skoczni olimpijskich Papoose Peak Jumps został zaprojektowany wiosną 1957 przez Niemca Heiniego Klopfera, a przy jej projektowaniu brał również udział między innymi Amerykanin Stanley DuRose – wieloletni przewodniczący komitetu do spraw budowy skoczni narciarskich w Amerykańskim Związku Narciarsko-Snowboardowym (USSA). Jesienią 1957 Komisja Olimpijska Kalifornii (ang. California Olympic Commission), powołana do życia 2 lata wcześniej w celu przygotowania Zimowych Igrzysk Olimpijskich 1960, dokonała wyboru wykonawcy i podpisała umowę z firmą Diversified Builders. Tuż po tym zaczęto wycinkę drzew, a właściwe prace budowlane przeprowadzono latem i jesienią 1958. Po zakończeniu robót inspekcji kompleksu dokonał Klopfer.

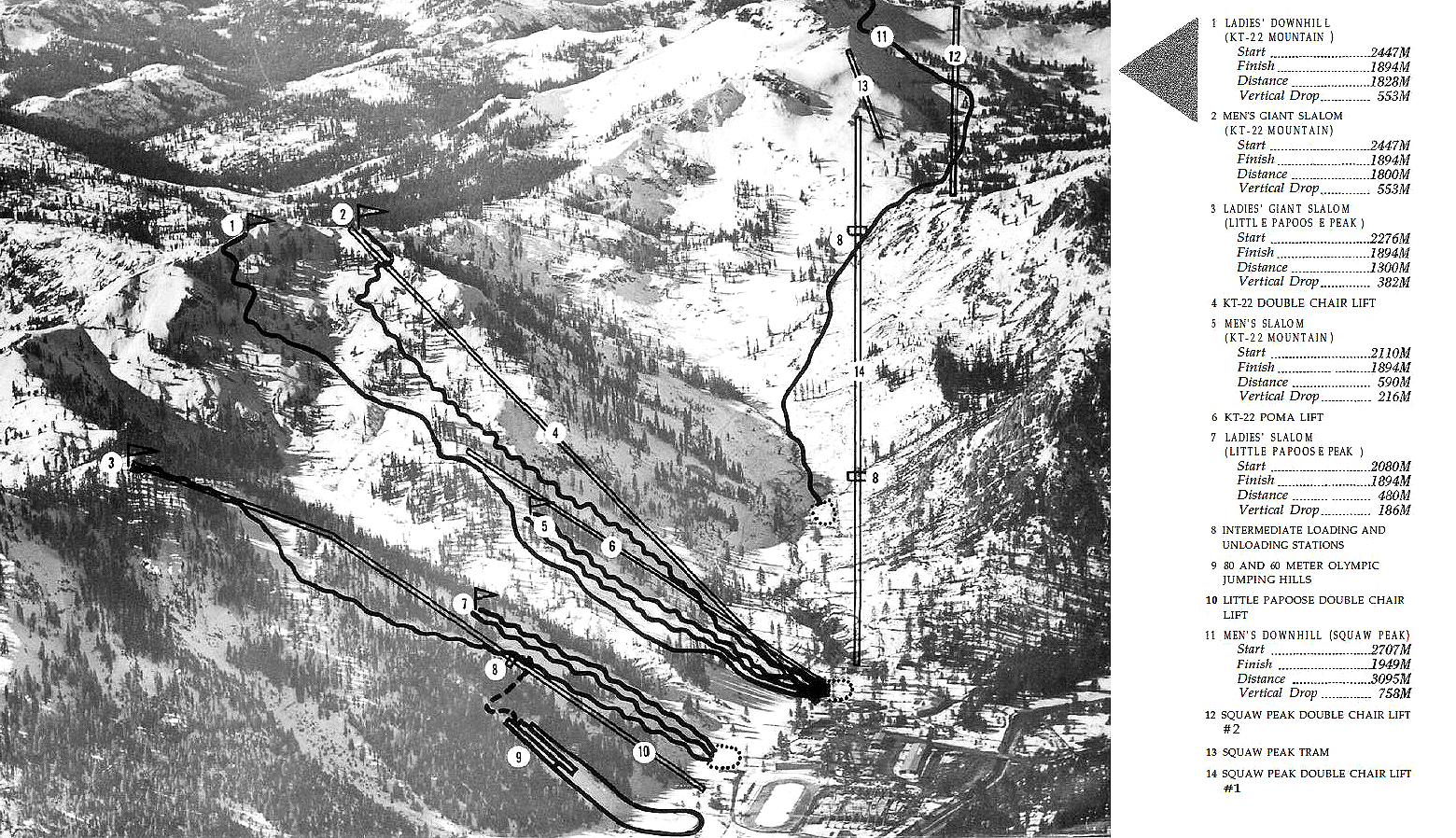
Rozmieszczenie obiektów olimpijskich Zimowych Igrzysk Olimpijskich 1960 (kompleks Papoose Ski Jumps oznaczony cyfrą 9 leży w dolnej części schematu)

Pierwsze oficjalne konkursy na skoczniach wchodzących w skład kompleksu rozegrano na przełomie lutego i marca 1959 podczas zawodów przedolimpijskich, mających jednocześnie rangę mistrzostw Ameryki Północnej. Konkurs skoków narciarskich na skoczni K80 zwyciężył Fin Kalevi Kärkinen, a na podium stanęli również Amerykanin Gene Kotlarek i Kanadyjczyk Jacques Charland. Kärkinen ustanowił wówczas oficjalny rekord obiektu, który wynosił 88,5 m. Odbyły się także zawody kombinatorów norweskich, w których wygrał zawodnik ze Związku Radzieckiego, a drugie miejsce zajął Amerykanin Ted Farwell. Podczas zawodów przedolimpijskich kontroli obiektów dokonali przedstawiciele Międzynarodowej Federacji Narciarskiej, którzy wysoko ocenili poziom przygotowań, zgłaszając potrzebę poprawy jedynie kilku drobnych uchybień, czego dokonano wiosną 1959. Na skoczniach kompleksu Papoose Ski Jumps zorganizowano także eliminacje olimpijskie do reprezentacji Stanów Zjednoczonych.

### Zimowe igrzyska olimpijskie
Konkursy olimpijskie w ramach Zimowych Igrzysk Olimpijskich 1960 rozegrano w lutym 1960. 21 lutego na skoczni K60 rywalizowali kombinatorzy norwescy. W części skokowej najlepszy okazał się Niemiec Georg Thoma, drugi był reprezentujący Związek Radziecki Dmitrij Koczkin, a trzeci Japończyk Yōsuke Etō. Thoma oddanym wówczas skokiem na odległość 69 m ustanowił rekord skoczni K60. W całej kombinacji, po rozegraniu części biegowej, złoty medal zdobył Thoma, srebrny Norweg Tormod Knutsen, a brąz reprezentujący ZSRR Nikołaj Gusakow. Konkurs skoków narciarskich odbył się 28 lutego, podczas ostatniego dnia igrzysk. Na skoczni K80 najlepszy okazał się Niemiec Helmut Recknagel, drugi był Fin Niilo Halonen, a trzeci Austriak Otto Leodolter. Recknagel skokiem na odległość 93,5 m ustanowił nowy rekord największego obiektu w kompleksie Papoose Peak Jumps.

### Sytuacja po igrzyskach
Po igrzyskach z 1960 za zarządzanie kompleksem Papoose Peak Jumps odpowiadał stan Kalifornia. Mimo że skocznie należały do najnowocześniejszych w Ameryce, to wykorzystano je zaledwie kilkukrotnie. W 1962 odbyły się na nich mistrzostwa NCAA w skokach narciarskich (wygrał Oyvind Floystad) i kombinacji norweskiej (zwyciężył Tor Fageraas). W kolejnych latach kompleks ulegał stopniowemu niszczeniu, a teren pełniący dotąd rolę odjazdu wykorzystywany był jako parking.
Z okazji dwustulecia Stanów Zjednoczonych, za sprawą projektu złożonego przez grupę mieszkańców Squaw Valley, kompleks odbudowano zgodnie z ówczesnymi normami Międzynarodowej Federacji Narciarskiej, przesuwając punkt konstrukcyjny największej skoczni na odległość 85 metrów. Po zakończeniu prac, w styczniu 1976, na wyremontowanych obiektach treningi odbyła reprezentacja Stanów Zjednoczonych w skokach narciarskich, a także zorganizowano na nich Mistrzostwa Stanów Zjednoczonych w Skokach Narciarskich 1976. W kategorii seniorów zwycięstwo w tej imprezie odniósł Jim Denney, który ustanowił nowy rekord największej skoczni (97,5 m), oddając także najdalszy skok w historii tego obiektu (99 m). Wśród juniorów zwyciężył John Broman, a w konkursie weteranów Earle Murphy.
Zawody o mistrzostwo USA z 1976 okazały się jednak ostatnimi oficjalnymi konkursami w historii kompleksu. W kolejnych latach skocznie ponownie uległy zniszczeniu, dawny odjazd skoczni zaczęto wykorzystywać jako parking, a wieża sędziowska zawaliła się. Na terenie, na którym znajdował się kompleks, w kolejnych latach organizowano zawody w narciarstwie szybkim i snowboardingu, a następnie zaczął on być wykorzystywany wyłącznie przez narciarzy alpejskich. Ostatecznie przez teren ten przeprowadzono wyciąg krzesełkowy o nazwie „Far East Express”.

## Zawody w kompleksie Papoose Peak Jumps

### Międzynarodowe
| Data           | Rodzaj zawodów                                          | Skocznia | Uwagi | 1. miejsce       | 2. miejsce      | 3. miejsce       | Źródło        |
| -------------- | ------------------------------------------------------- | -------- | ----- | ---------------- | --------------- | ---------------- | ------------- |
| 1 marca 1959   | Mistrzostwa Ameryki Północnej (zawody przedolimpijskie) | K-80     | [ c ] | Kalevi Kärkinen  | Gene Kotlarek   | Jacques Charland | [ 9 ]         |
| 21 lutego 1960 | Igrzyska olimpijskie                                    | K-60     | [ d ] | Georg Thoma      | Dmitrij Koczkin | Yōsuke Etō       | [ 12 ] [ 13 ] |
| 28 lutego 1960 | Igrzyska olimpijskie                                    | K-80     | [ e ] | Helmut Recknagel | Niilo Halonen   | Otto Leodolter   | [ 5 ]         |

### Krajowe
| Rok  | Rodzaj zawodów            | Uwagi | Zwycięzca       | Źródło |
| ---- | ------------------------- | ----- | --------------- | ------ |
| 1962 | Mistrzostwa NCAA          | [ e ] | Oyvind Floystad | [ 15 ] |
| 1962 | Mistrzostwa NCAA          | [ f ] | Tor Fageraas    | [ 15 ] |
| 1976 | Mistrzostwa USA           | [ e ] | Jim Denney      | [ 19 ] |
| 1976 | Mistrzostwa USA juniorów  | [ e ] | John Broman     | [ 17 ] |
| 1976 | Mistrzostwa USA weteranów | [ e ] | Earle Murphy    | [ 18 ] |